# Коморовская, Анна
Анна Коморовская (пол. Anna Komorowska, урожд. Дембовская (пол. Dembowska); род. 11 мая 1953 года, Варшава, Польша) — супруга 9-го Президента Польши Бронислава Коморовского.

## Биография
Окончила филологический факультет Варшавского университета. Работала преподавателем латыни в средней школе.
Участвовала в деятельности польской ассоциации скаутов. В 1970 году познакомилась с Брониславом Коморовским, а в 1977 году вышла за него замуж. После рождения первой дочери перестала работать и занялась семьёй.
Активно поддерживала своего мужа в оппозиционной деятельности. 31 декабря 1981 года приехала в лагерь для интернированных, чтобы поддержать своего мужа, арестованного в период военного положения в ПНР.
С 1995 года в течение пяти лет работала в страховой компании.

### Общественная деятельность
- Председатель Почётного комитета года Януша Корчака[2].
- Председатель Национального экологического совета (с 4 февраля 2011 года)[2].
- Председатель Почётного комитета 110-летнего юбилея детской больницы Иисуса в Варшаве (торжества проходили с 27 мая по 24 ноября 2011 года)[2]
- Член почётного комитета V Европейских специальных летних Олимпийских игр 2010 года[2].

## Награды
- Большой крест ордена Заслуг (Португалия, 19 апреля 2012 года)[3]
- Большой крест ордена «За заслуги перед Итальянской Республикой» (Италия, 10 июня 2012 года)[4].
- Великий офицер ордена Святого Карла (Монако, 17 октября 2012 года)[5]
- Орден Трёх звёзд I степени (Латвия, 22 ноября 2012 года)[6]